# Arvid David Hummel
Arvid David Hummel, född 30 april 1778 i Göteborg, död 20 oktober 1836 i Ekenäs, Finland, var en svensk tjänsteman och författare.

## Biografi
Hummel blev 1792 student vid Uppsala universitet, 1796 auditör vid Stedingkska regementet och samma år stadsnotarie i Göteborg. Sedermera anställdes han i hovkanslersexpeditionen och blev 1802 protokollssekreterare. Efter att hans ohållbara affärer drivit honom till att förfalska sin fars namnteckning begav sig han 1807 till Ryssland och lämnade därvid hustru och två barn oförsörjda. Han fick anställning som tjänsteman i Sankt Petersburg och var 1821 sekreterare i inrikesministeriets censurkommitté, men lämnade 1831 eller 1832 nämnda stad och bosatte sig i Ekenäs.
Som vitter författare debuterade han med komedierna Fruarne eller förklädet (1797) och Flickorna eller vänskapen på prof (1797; tryckt 1800). Sitt intresse för skådebanan lade han i dagen även genom den kritiska tidskriften "Götheborgs Theater" (1800). Som lyriker utgav han Välgörenheten, ode (1798), Fyra försök af en ung rimare (1798), Samlade skaldeförsök (1800), Qvinnan och Till en ung vän (1802) liksom en mängd stycken i den tidens journaler. Som novellist uppträdde han efter sin landsflykt med Adelheid Selbing, vilken berättelse, författad på franska, 1823 utkom även på svenska. Han ägnade sig även åt entomologi och publicerade i Sankt Petersburg Essais entomologiques (1821-29). Han var korresponderande ledamot av ryska vetenskapsakademien.